# 1979年全米オープン (テニス)
1979年 全米オープン（1979ねんぜんべいオープン、US Open 1979）は、アメリカ・ニューヨークマンハッタンにある「USTAナショナル・テニスセンター」にて、1979年8月28日から9月9日にかけて開催された。

## 大会の流れ
- 男子シングルスは「128名」の選手による通常の7回戦制で行われた。
- 女子シングルスは「96名」の選手による7回戦制で行われ、32名の選手は「1回戦不戦勝」（抽選表では“Bye”と表示）があった。シード選手でも、1回戦から出場した人と、2回戦から登場した人がいる。2回戦から登場した選手が初戦敗退の場合は「2回戦＝初戦」と表記する。

## シード選手

### 男子シングルス
1. ビョルン・ボルグ　（ベスト8）
2. ジミー・コナーズ　（ベスト4）
3. ジョン・マッケンロー　（初優勝）
4. ビタス・ゲルレイティス　（準優勝）
5. ロスコー・タナー　（ベスト4）
6. ギレルモ・ビラス　（4回戦）
7. ハロルド・ソロモン　（4回戦）
8. ビクトル・ペッチ　（3回戦）
9. エディ・ディッブス　（ベスト8、途中棄権）
10. ホセ・ルイス・クラーク　（4回戦）
11. ブライアン・ゴットフリート　（4回戦）
12. ヴォイチェフ・フィバク　（2回戦）
13. ジーン・マイヤー　（3回戦）
14. ティム・ガリクソン　（4回戦）
15. アドリアーノ・パナッタ　（1回戦）
16. ジョン・アレクサンダー　（2回戦）

### 女子シングルス
1. クリス・エバート・ロイド　（準優勝）
2. マルチナ・ナブラチロワ　（ベスト4）
3. トレーシー・オースチン　（初優勝）
4. バージニア・ウェード　（ベスト8）
5. イボンヌ・グーラゴング・コーリー　（ベスト8）
6. ダイアン・フロムホルツ　（4回戦）
7. ウェンディ・ターンブル　（3回戦）
8. ケリー・レイド　（ベスト8）
9. ビリー・ジーン・キング　（ベスト4）
10. グリア・スティーブンス　（4回戦）
11. キャシー・ジョーダン　（4回戦）
12. レジナ・マルシコワ　（4回戦、不戦敗）
13. スー・バーカー　（2回戦＝初戦）
14. パム・シュライバー　（1回戦）
15. アン清村　（2回戦、途中棄権）
16. ベティ・ストーブ　（2回戦＝初戦、途中棄権）

## 大会経過

### 男子シングルス
準々決勝
- ロスコー・タナー vs.  ビョルン・ボルグ　6-2, 4-6, 6-2, 7-6
- ビタス・ゲルレイティス vs.  ヨハン・クリーク　5-7, 6-3, 6-4, 6-3
- ジョン・マッケンロー vs.  エディ・ディッブス　2-1 （途中棄権）
- ジミー・コナーズ vs.  パット・デュプレ　6-2, 6-1, 6-1

準決勝
- ビタス・ゲルレイティス vs.  ロスコー・タナー　3-6, 2-6, 7-6, 6-3, 6-3
- ジョン・マッケンロー vs.  ジミー・コナーズ　6-3, 6-3, 7-5

### 女子シングルス
準々決勝
- クリス・エバート・ロイド vs.  イボンヌ・グーラゴング・コーリー　7-5, 6-2
- ビリー・ジーン・キング vs.  バージニア・ウェード　6-3, 7-6
- トレーシー・オースチン vs.  シルビア・ハニカ　6-1, 6-1
- マルチナ・ナブラチロワ vs.  ケリー・レイド　6-4, 6-1

準決勝
- クリス・エバート・ロイド vs.  ビリー・ジーン・キング　6-1, 6-0
- トレーシー・オースチン vs.  マルチナ・ナブラチロワ　7-5, 7-5

## 決勝戦の結果
- 男子シングルス： ジョン・マッケンロー vs.  ビタス・ゲルレイティス　7-5, 6-3, 6-3
- 女子シングルス： トレーシー・オースチン vs.  クリス・エバート・ロイド　6-4, 6-3
- 男子ダブルス： ジョン・マッケンロー＆ ピーター・フレミング vs.  スタン・スミス＆ ボブ・ルッツ　6-2, 6-4
- 女子ダブルス： ベティ・ストーブ＆ ウェンディ・ターンブル vs.  ビリー・ジーン・キング＆ マルチナ・ナブラチロワ　7-5, 6-3
- 混合ダブルス： ボブ・ヒューイット＆ グリア・スティーブンス vs.  フルー・マクミラン＆ ベティ・ストーブ　6-3, 7-5

## みどころ
- 女子シングルス優勝者のトレーシー・オースチンが、「16歳9ヶ月」で全米オープンの女子最年少優勝記録を樹立した。他の4大大会における女子シングルス最年少優勝記録は以下の通りである。
  - 全豪オープン：マルチナ・ヒンギス、16歳3ヶ月、1997年
  - 全仏オープン：モニカ・セレシュ、16歳6ヶ月、1990年
  - ウィンブルドン選手権：ロッティ・ドッド、15歳9ヶ月、1887年 （1968年からの「オープン化時代」以後では、マルチナ・ヒンギスが16歳9ヶ月で優勝。1997年ウィンブルドン選手権を参照）
- 女子シングルスでオースチンが優勝したことにより、1975年から続いてきたクリス・エバートの全米オープン連続優勝が「4連覇」で止まった。エバートは1979年4月にジョン・ロイドと結婚し、全仏オープンから「クリス・エバート・ロイド」と名乗るようになった。